# Oomyzus mashhoodi
Oomyzus mashhoodi är en stekelart som först beskrevs av Muhammad Sharif Khan och Shafee 1981.  Oomyzus mashhoodi ingår i släktet Oomyzus och familjen finglanssteklar. Inga underarter finns listade i Catalogue of Life.